# Convitto Tolomei
Il Convitto Tolomei si trova a Siena, in Prato Sant'Agostino 2. Per lungo tempo è stato un prestigioso collegio; dal 1834 ospita la sede della Banda Municipale di Siena, in seguito trasformata in scuola di Musica e Solfeggio e dal 1985 pareggiata ai conservatori col nome di Istituto Superiore di Studi Musicali "Rinaldo Franci", e dal 2000 ospita l'Istituto Superiore "Piccolomini".

## Storia
La storia del Convitto Tolomei iniziò nel 1628, quando il nobile Celso Tolomei, proveniente da una importante famiglia senese, redasse il testamento per istituire un collegio destinato ai giovani nobili, e non solo, aperto prima di tutto ai senesi e al Granducato di Toscana e poi a tutti coloro, anche stranieri, che volessero studiare nel collegio. A questo scopo, visto che non ebbe eredi, lasciò la sua notevole fortuna alla realizzazione di questo progetto, che vide la luce nel 1676 nel Palazzo Ragnoni in Piazza del Campo nell'angolo di San Martino fino al 1682, e successivamente nel Palazzo Piccolomini, estintosi il ramo Piccolomini Tedeschini d’Aragona, che diverrà la sede dell'Archivio di Stato. Nel 1676 arrivarono i primi dieci studenti, che diventarono 129 nel 1682, "provenienti dalle maggiori città italiane e dalle famiglie di più antica nobiltà".
Con l'arrivo dei francesi fu abolito nel 1808 ed utilizzato come caserma. Con l'intento di trasformarlo in convento, fu incaricato del progetto Agostino Fantastici, insieme all'architetto Lorenzo Turillazzi. Il progetto non fu accolto perché i committenti francesi avrebbero voluto uno stile neoclassico.

L'ingresso del Convitto ai primi del '900

Con la caduta del governo francese, nel 1816 il palazzo di Sant'Agostino, costruito accanto alla Chiesa omonima, fu acquistato dagli Scolopi, una congregazione storica sorta nel 1617 con lo scopo dell'educazione dei giovani, ed affidato al Fantastici, che costruì il colonnato neoclassico esterno e la scalinata ovale interna.
A partire dal 1819 l'attività del collegio riprese senza sosta fino al 1876, quando si alternarono alla direzione prima i Gesuiti, poi il preside del Liceo Ginnasio; successivamente finì sotto il Ministero della Guerra. Nel 1893 tornò nuovamente sotto il Ministero dell'Istruzione e riprese il vecchio nome di Convitto.
L'attività scolastica riprese a pieno ritmo fino alla Seconda Guerra Mondiale; dal dopoguerra decrebbe, fino alla definitiva chiusura nel 1997.
Dal 1862 all'interno del Convitto ha sede il Liceo Classico Enea Silvio Piccolomini.
A partire dal 2002 è iniziato il restauro di tutto il complesso. I piani superiori sono stati destinati alla scuola di musica "Rinaldo Franci".
Hanno studiato al Convitto Tolomei in varie epoche: Placido Gabrielli, Ernesto Rayper, Antonio Felice Zondadari senior, Agostino Chigi Albani della Rovere, Carlo Emanuele II di Savoia e molti altri.